# 10,5 cm Gebirgshaubitze 40
10,5 cm Gebirgshaubitze 40 (10,5-см горная гаубица образца 1940 года) — немецкая 105-мм горная гаубица, состоявшая на вооружении вермахта. Использовалась немецкими горными дивизиями в Финляндии, Италии, Франции, на Восточном фронте и на Балканах с 1942 года. Гаубицу использовал ряд европейских стран до 1960-х годов.

## Создание
Разработчиком и производителем являлась компания «Böhler». Производство началось в 1942 году, и с 1942 по 1945 годы было создано 420 экземпляров данной гаубицы.
Производство гаубицы по годам:
| Годы                 | 1942 | 1943 | 1944 | 1945 | Всего |
| -------------------- | ---- | ---- | ---- | ---- | ----- |
| Произведённое кол-во | 30   | 104  | 223  | 63   | 420   |

|      | 1 | 2 | 3 | 4  | 5 | 6 | 7 | 8  | 9  | 10 | 11 | 12 | Всего |
| ---- | - | - | - | -- | - | - | - | -- | -- | -- | -- | -- | ----- |
| 1942 |   |   |   |    | 8 |   | 4 | 4  |    | 5  | 5  | 4  | 30    |
| 1943 |   |   | 8 | 12 | 4 | 4 |   | 16 | 18 | 13 | 12 | ?  | ?     |

К июлю 1942 года в войсках числилось 8 орудий, на 1 января 1943 — 24

## Описание
Внешний вид гаубицы был относительно стандартным для немецких орудий: горизонтальный скользящий затвор, и дульный тормоз. Гаубица перевозилась на колёсах из лёгких сплавов. Щиток для гаубицы не добавляли, чтобы не утяжелять её. Масса гаубицы 1660 кг. Его можно было буксировать полностью собранным, либо транспортировать разобранным на пять вьючных грузов для перевозки на мулах.

## Снаряды
Для гаубицы был выпущен широкий спектр боеприпасов, за исключением бронебойных снарядов. Из гаубицы стреляли фугасными и дымовыми снарядами.